# Hans Woellke
Hans Woellke   (Biskupiec, 18 de febrer de 1911 - Khatín, 22 de març de 1943) va ser un atleta alemany, especialista en el llançament de pes, que va competir durant les dècades de 1930 i 1940.
El 1936 va prendre part en els Jocs Olímpics d'Estiu de Berlín, on guanyà la medalla d'or en la prova del llançament de pes del programa d'atletisme. En el seu palmarès també destaca una medalla de bronze en la prova del llançament de pes al Campionat d'Europa d'atletisme de 1938 i els campionats nacionals de pes de 1934 a 1938 i de 1941 i 1942. El 1936 va establir dos rècords europeus de pes.
Durant la Segona Guerra Mundial fou capità de la Policia de Seguretat adscrit a un regiment de les Waffen SS. Fou mort pels partisans el 22 de març de 1943 prop de la vila de Khatyn, cosa que va desencadenar la Massacre de Khatín.

## Millors marques
- Llançament de pes. 16,60 metres (1936)[4]